# Michael Beauchamp
Pour les articles homonymes, voir Beauchamp.
Michael Beauchamp est un footballeur international australien, né le 8 mars 1981 à Sydney en Nouvelle-Galles du Sud (Australie). Évoluant au poste de Défenseur central, il joue actuellement au Wanderers FC dont il est le capitaine.
Il compte vingt-deux sélections pour un but marqué en équipe d'Australie avec qui il a disputé la Coupe du monde en 2006 et en 2010.

## Biographie

### Débuts
Michael Beauchamp grandit à Wakeley, ville au sud-ouest de Sydney. Il intègre ensuite la Westfields Sports High School puis à l'âge de vingt ans devient semi-professionnel au sein du Marconi Stallions, club de National Soccer League. Pour sa première saison avec le club, il ne discute qu'une rencontre, le titulaire du poste étant Mark Babic. La saison suivante que le club termine à la neuvième place, il s'impose en équipe première et dispute vingt-quatre rencontres dont dix-neuf comme titulaire.
Michael Beauchamp rejoint en 2002 le Parramatta Power (en) et abandonne alors son travail de vendeur de disques pour devenir un professionnel à temps plein. Il dispute trente-trois rencontres lors de cette saison puis vingt-quatre la suivante où le club atteint la finale du championnat NSL. Michael Beauchamp et ses coéquipiers s'inclinent un à zéro face à Perth Glory dans ce match disputé le 4 avril. La même saison, il est appelé, en janvier, en Australie olympique par le sélectionneur Frank Farina. Dans un match disputé face à la Papouasie-Nouvelle-Guinée comptant pour les éliminatoires des Jeux olympiques, il entre en jeu à la 56e minute de la rencontre remportée neuf à zéro.
Après l'arrêt de la NSL, il s'engage avec le Sydney Olympic, en NSW Premier League (en) où il dispute trois rencontres puis s'engage en 2005 avec Central Coast Mariners. Il dispute vingt-deux rencontres avec le club qui termine troisième du championnat et reçoit en fin de saison de nombreuses récompenses. Il est ainsi nommé joueur de l’année par le magazine australien FourFourTwo. Michael Beauchamp est, lors de cette saison, appelé deux fois en équipe nationale par le sélectionneur Guus Hiddink. Sa belle saison en A-League lui vaut de connaître sa première sélection internationale, le 22 février 2006, face au Bahreïn dans un match comptant pour les éliminatoires de la Coupe d'Asie des nations 2007. Il dispute la totalité de la rencontre remportée trois à un. Il est ensuite l'un des deux joueurs de l'A-League dans l'équipe d'Australie de football à la Coupe du monde 2006, l'autre étant Mark Milligan. Il connaît sa deuxième sélection lors d'un match de préparation disputé contre le Liechtenstein. Il entre en jeu à la 78e minute de la rencontre en remplacement de Craig Moore. Lors de la Coupe du monde, Michael Beauchamp ne fait cependant aucune d'apparition.

### Expériences à l'étranger
Après la Coupe du monde, Michael Beauchamp et son coéquipier des Mariners Dean Heffernan (en), rejoignent en prêt le club allemand du 1. FC Nuremberg. Pour son premier match avec le club, il inscrit un but lors d'un match amical disputé face au FSV Erlangen-Bruck dans le cadre de la préparation d'avant-saison. Il fait ses débuts en Bundesliga le 24 septembre 2006 face à Energie Cottbus. Il entre en jeu à la 87e minute de la rencontre terminée sur un match nul un partout. Pour son second match avec le club, le 4 novembre, il est titulaire face au Hertha Berlin, match perdu sur le score de deux à un. Il dispute à partir de la 20e journée toutes les rencontres de l'équipe et inscrit le 18 février 2007 son premier but sous les couleurs de Nuremberg dans le cadre du match retour contre Energie Cottbus. En Coupe, il bat avec ses coéquipiers l'Eintracht Francfort, quatre à zéro en demi-finale mais ne dispute cependant pas la finale de la compétition en raison d'une blessure à la cuisse.
Lors de cette saison, il connaît avec l’Australie cinq autres sélections. En octobre, pour sa quatrième sélection, il inscrit un but contre son camp face au Paraguay après être entré en jeu en remplacement de Tony Popović, les deux équipes se séparent sur un match nul un partout. En juillet 2007, il fait partie du groupe sélectionné pour disputer la Coupe d'Asie des nations. Non utilisé lors des deux premiers matchs, il est titularisé lors du deuxième match de poule disputé face à la Thaïlande. Michael Beauchamp ouvre le score à la 20e minute de jeu et les « Socceroos » s'imposent quatre à zéro. En quart de finale de la compétition, les Australiens sont éliminés par le Japon lors de la séance de tirs au but après un match nul un partout.
De retour en club, après avoir raté la préparation d'avant-saison à la suite de sa sélection en équipe nationale, il retrouve une place de titulaire malgré diverses blessures. Avec l’arrivée du nouvel entraîneur Thomas von Heesen, en février 2008, il est sorti de l'équipe première et ne joue plus de la saison qui se termine sur une relégation. Malgré ses difficultés en club, il conserve une place de titulaire en équipe nationale lors de la phases éliminatoires de la coupe du monde.
En 2008, il signe au AaB Ålborg, champion du Danemark en titre. Exclu lors de son premier match avec le club danois, il s'impose ensuite comme titulaire dans l'axe de la défense. La saison suivante, n'entrant pas dans les plans de l'entraîneur danois Magnus Pehrsson, il s'engage en septembre 2009 avec Al-Jazira Club, club des Émirats arabes unis avec pour objectif de disputer la Coupe du monde 2010. Il dispute douze rencontres pour un but marqué avec le club qui termine vice-champion derrière Al-Ahli Dubaï.

### Retour en Australie
Michael Beauchamp fait son retour en A-League, après quatre ans en Europe, en signant le 17 mai 2010 un contrat de deux ans avec Melbourne Heart. En juin, il dispute sa deuxième Coupe du monde avec l'Australie. Il dispute comme titulaire le dernier match de la phase de groupe face à la Serbie, une victoire deux à un En club, il dispute vingt-trois rencontres avec le club dont dix-neuf comme titulaire.
Le 20 avril 2011, Il signe un contrat avec le Sydney FC. Il est libéré un avant la fin de son contrat avec le Melbourne Heart pour rejoindre son nouveau club. Il dispute vingt-huit rencontres avec Sydney FC qu'il quitte en fin de saison. Le 30 juin 2012, il rejoint le nouveau club australien, le Wanderers FC. il est nommé avant le début de la saison capitaine du club.

## Palmarès
Michael Beauchamp est vice-champion d'Australie en 2004 avec Parramatta Power (en). Sous les couleurs d'Al-Jazira Club, il est vice-champion des Émirats arabes unis en 2009.
Il compte vingt-deux sélections pour un but marqué en équipe d'Australie. Il dispute la Coupe du monde en 2006 et en 2010 et est quart de finaliste de la Coupe d'Asie des nations en 2007.

## Statistiques

### En club
Le tableau ci-dessous résume les statistiques en match officiel de Michael Beauchamp depuis le début de sa carrière de joueur professionnel,,,,.
| Saison    | Club                      | Championnat         | Championnat | Championnat | Coupe(s) nationale(s) | Coupe(s) nationale(s) | Compétition(s) continentale(s) | Compétition(s) continentale(s) | Compétition(s) continentale(s) | Pre-Season Cup | Pre-Season Cup | Sélection           | Sélection | Sélection | Total | Total |
| Saison    | Club                      | Division            | M.          | B.          | M.                    | B.                    | Comp.                          | M.                             | B.                             | M.             | B.             | Équipe              | M.        | B.        | M.    | B.    |
| 2000-2001 | Marconi Stallions FC      | NSL                 | 1           | 0           | -                     | -                     | -                              | -                              | -                              | -              | -              | -                   | -         | -         | 1     | 0     |
| 2001-2002 | Marconi Stallions FC      | NSL                 | 24          | 0           | -                     | -                     | -                              | -                              | -                              | -              | -              | -                   | -         | -         | 24    | 0     |
| 2002-2003 | Parramatta Power (en)     | NSL                 | 33          | 0           | -                     | -                     | -                              | -                              | -                              | -              | -              | -                   | -         | -         | 33    | 0     |
| 2003-2004 | Parramatta Power (en)     | NSL                 | 24          | 0           | -                     | -                     | -                              | -                              | -                              | -              | -              | Australie olympique | 1         | 0         | 25    | 0     |
| 2004      | Sydney Olympic FC         | NSWPL               | 3           | 0           | -                     | -                     | -                              | -                              | -                              | -              | -              | -                   | -         | -         | 3     | 0     |
| 2005-2006 | Central Coast Mariners FC | A-League            | 22          | 0           | -                     | -                     | -                              | -                              | -                              | 5              | 0              | Australie           | 2         | 0         | 29    | 0     |
| 2006-2007 | 1. FC Nuremberg           | 1. Bundesliga       | 18          | 1           | 3                     | 0                     | -                              | -                              | -                              | -              | -              | Australie           | 5         | 0         | 26    | 1     |
| 2007-2008 | 1. FC Nuremberg           | 1. Bundesliga       | 12          | 0           | 1                     | 0                     | C3                             | 3                              | 0                              | -              | -              | Australie           | 10        | 1         | 26    | 1     |
| 2008-2009 | AaB Ålborg                | Superliga           | 12          | 1           | 3                     | 0                     | C1+C3                          | 3+4                            | 0+0                            | -              | -              | Australie           | 2         | 0         | 24    | 1     |
| 2009-2010 | AaB Ålborg                | Superliga           | -           | -           | 1                     | 0                     | -                              | -                              | -                              | -              | -              | -                   | -         | -         | 1     | 0     |
| 2009-2010 | Al-Jazira Club            | UAE Football League | 13          | 0           | -                     | -                     | C1 AFC                         | 2                              | 0                              | -              | -              | Australie           | 3         | 0         | 18    | 0     |
| 2010-2011 | Melbourne Heart           | A-League            | 23          | 0           | -                     | -                     | -                              | -                              | -                              | -              | -              | -                   | -         | -         | 23    | 0     |
| 2011-2012 | Sydney FC                 | A-League            | 28          | 1           | -                     | -                     | -                              | -                              | -                              | -              | -              | -                   | -         | -         | 28    | 1     |
| 2012-2013 | Wanderers FC              | A-League            | 14          | 1           | -                     | -                     | -                              | -                              | -                              | -              | -              | -                   | -         | -         | 14    | 1     |

### Buts en sélection
| Buts en sélection de Michael Beauchamp | Buts en sélection de Michael Beauchamp | Buts en sélection de Michael Beauchamp | Buts en sélection de Michael Beauchamp | Buts en sélection de Michael Beauchamp | Buts en sélection de Michael Beauchamp | Buts en sélection de Michael Beauchamp |
|                                        | Date                                   | Lieu                                   | Adversaire                             | Score                                  | Résultat                               | Compétition                            |
| -------------------------------------- | -------------------------------------- | -------------------------------------- | -------------------------------------- | -------------------------------------- | -------------------------------------- | -------------------------------------- |
| 1.                                     | 16 juillet 2007                        | Stade Rajamangala, Bangkok (Thaïlande) | Thaïlande                              | 1-0                                    | 4-0                                    | Coupe d'Asie des nations 2007          |

NB : Les scores sont affichés sans tenir compte du sens conventionnel en cas de match à l'extérieur (Australie-Adversaire)